# Renault R.S.19
El Renault R.S.19 es un monoplaza de Fórmula 1 diseñado por Renault para competir en la temporada 2019. La unidad de potencia, el sistema de transmisión de ocho velocidades y el sistema de recuperación de energía son de Renault. El coche es conducido por Nico Hülkenberg y por Daniel Ricciardo, que hace su debut en la escudería francesa.

## Resultados
(Clave) (negrita indica pole position) (cursiva indica vuelta rápida)

| Año     | Motor              | Neu. | N.º | Pilotos          | 1   | 2   | 3   | 4   | 5   | 6   | 7   | 8   | 9   | 10  | 11  | 12  | 13  | 14  | 15  | 16  | 17  | 18  | 19  | 20  | 21  | Puntos | Pos. |
| ------- | ------------------ | ---- | --- | ---------------- | --- | --- | --- | --- | --- | --- | --- | --- | --- | --- | --- | --- | --- | --- | --- | --- | --- | --- | --- | --- | --- | ------ | ---- |
| 2019    | E-Tech 19 V6 Turbo | P    |     |                  | AUS | BHR | CHN | AZE | ESP | MON | CAN | FRA | AUT | GBR | GER | HUN | BEL | ITA | SIN | RUS | JPN | MEX | USA | BRA | ABU | 91     | 5.º  |
| 2019    | E-Tech 19 V6 Turbo | P    | 3   | Daniel Ricciardo | Ret | 18† | 7   | Ret | 12  | 9   | 6   | 11  | 12  | 7   | Ret | 14  | 14  | 4   | 14  | Ret | DSQ | 8   | 6   | 6   | 11  | 91     | 5.º  |
| 2019    | E-Tech 19 V6 Turbo | P    | 27  | Nico Hülkenberg  | 7   | 17† | Ret | 14  | 13  | 13  | 7   | 8   | 13  | 10  | Ret | 12  | 8   | 5   | 9   | 10  | DSQ | 10  | 9   | 15  | 12  | 91     | 5.º  |
| Fuente: |                    |      |     |                  |     |     |     |     |     |     |     |     |     |     |     |     |     |     |     |     |     |     |     |     |     |        |      |